# Тилло, Александр Александрович
Александр Александрович Тилло (11 июля 1870 — 8 января 1938) — полковник Русской императорской армии, русский спортсмен. Участник летних Олимпийских игр 1912 года в Стокгольме.

## Биография
Родился в Киеве 11 июля 1870 года. Образование получил в Николаевском кадетском корпусе. На службу вступил 1 сентября 1890 года. Окончил Павловское военное училище. Поручик (05.08.1891), штабс-капитан (04.08.1900), капитан (04.08.1905).
В составе спортивной делегации Российской империи участвовал в Олимпийских играх 1912 года. Соревновался в индивидуальном турнире из произвольной винтовки с 3 позиций, 300 м — 64 результат, произвольная винтовка 600 м — 62 результат, военная винтовка с 3 позиций, 300 м — 51 результат. В командных соревнованиях занял седьмое место в стрельбе из произвольной винтовки и девятое в стрельбе из военной винтовки.
В 1913 году стал серебряным призёром Первой российской олимпиады в стрельбе из произвольной винтовки на 300 метров и бронзовым призёром в стрельбе из произвольного пистолета.
В 1914 году стал чемпионом Второй Всероссийской спортивной олимпиаде в стрельбе из военной винтовки по двум мишеням на 300 метров и по стрельбе из произвольного пистолета, а также завоевал бронзовую медаль соревнований в стрельбе из произвольной винтовки на 50 метров.
6 декабря 1913 года получил звание полковника. Участник Первой мировой войны. 1 августа 1916 года стал полковником в 5-м гренадёрском Киевском полку. С 4 декабря 1916 года командовал 124-м пехотным Воронежским полком.
После Октябрьской революции остался в СССР. В 1937 году работал инструктором ОСОАВИАХИМа Октябрьского района Ленинграда, беспартийный. 8 октября 1937 года арестован органами НКВД. 4 января 1938 года комиссией НКВД и Прокуратуры СССР приговорён (по ст. 58-6-8-11 УК РСФСР) к высшей мере наказания. Расстрелян в Ленинграде 8 января 1938 года.

## Награды
- 01.01.1906 — орден Св. Станислава 3-й ст.
- 06.12.1911 — орден Св. Анны 3-й ст.
- 19.01.1915 — орден Св. Станислава 2-й ст.
- 22.02.1915 — орден Св. Анны 2-й ст.
- 08.11.1916 — орден Св. Владимира 4-й ст. с мечами и бантом
- 02.11.1916 — дарование старшинства в чине Полковника с 06.12.1912